# Messor excursionis
Messor excursionis är en myrart som beskrevs av Mikhail Dmitrievich Ruzsky 1905. Messor excursionis ingår i släktet Messor och familjen myror.

## Underarter
Arten delas in i följande underarter:
- M. e. alaschanicus
- M. e. excursionis
- M. e. sillemi